# Marivivens donghaensis
Marivivens donghaensis es una especie de bacteria gramnegativa y aerobia perteneciente al género Marivivens. Se ha aislado del agua del Mar de Japón.